# Narcisse Nganchop
 (avril 2022).
 (février 2025).
Narcisse Nganchop est un homme politique camerounais. Président des Patriotes Africains du Cameroun pour le travail, l'éthique et la Fraternité ( PACTEF - Cameroun). Ancien 

Membre du bureau politique de l'Union des Mouvements Socialistes (UMS) parti politique représenté à l'assemblée nationale du Cameroun, il est le coordonnateur du mouvement citoyen « Tout Sauf Paul Biya », et président du mouvement Populaire pour la libération du Cameroun (MPLC)un mouvement politico-militaire qui prône le renversement de la dictature Biya au Cameroun par la f si les voies pacifiques sont épuisées.rce.

## Biographie
Né le 20 mai 1984 à Fondjomekwet région de l'ouest Cameroun, il est l'aîné d'une famille de 6 enfants. Autodidacte, il est un chef d'entreprise qui poursuit son cursus académique en Administration public. Président des Patriotes du Cameroun (PACTEF), 
De sa génération, il est considéré comme l'opposant le plus radical au régime Camerounais actuel.